# Platillos volantes
Platillos volantes és una pel·lícula espanyola de 2003 que barreja comèdia i drama, dirigida per Óscar Aibar. Ha estat doblada al català.

## Argument
La pel·lícula comença in medias res a Terrassa, el 1972, on apareixen els cossos de dos obrers tèxtils decapitats a la via del tren. Es va trobar una estranya nota de suïcidi al costat dels cossos: segons aquesta, els extraterrestres els estaven esperant. Després d'una investigació es descobreix que els suïcides eren José (Ángel de Andrés López), un emigrant que treballa com a obrer en la planta tèxtil i Juan (Jordi Vilches), un jove comptable de la mateixa empresa.
La pel·lícula llavors torna enrere per explicar-nos la història de Juan, un jove comptable, aficionat a la ufologia, i la seva afició el porta a posar-se en contacte amb José, un obrer convençut que els extraterrestres visitaran la Terra per emportar-se amb ells uns quants elegits. Juan arriba a convèncer-se que ha de mantenir-se "pur" per a l'arribada dels alienígenes, fins al punt de negar-se a mantenir relacions sexuals amb la seva xicota María, en un dels raríssims moments en què ella es troba receptiva al tema. Després d'unes quantes experiències tragicòmiques amb altres membres d'associacions ufològiques, la policia franquista, que sospita de qualsevol associació, detén Jose i Juan per assegurar-se que no participen en cap activitat subversiva. Aviat queda clar que els detinguts no estan fent res que interessi als policies i queden en llibertat.
No obstant això el tracte rebut a la comissaria (malgrat que la violència física que pateixen és relativament baixa) acaba de desequilibrar als contactats, que decideixen que la humanitat no està preparada per a l'arribada alienígena i que han de ser ells els que vagin a la trobada dels extraterrestres mitjançant el mètode del suïcidi.
L'última escena de la pel·lícula mostra als protagonistes feliços en un bosc del que sembla un altre planeta.

## Repartiment
- Ángel de Andrés López: José
- Jordi Vilches: Juan
- José Luis Adserías: Amador
- Àngels Poch: Antonia
- Macarena Gómez: María
- Berta Ojea: Sra. Botifoll
- Juan Margallo: Boris
- Leo Bassi: Sr. Karma
- Pere Ponce: Individu vigilant 1
- Paco Hidalgo: Individu vigilant 2
- Enrique Villén: Ufòleg 1
- Jordi Banacolocha
- Manel Castillejos: Prof. Marius
- Milena Montes: Mare de Juan
- Pep Cortés: Pare de Juan

## Producció
La pel·lícula es basa en els suïcidis de Terrassa, que van tenir lloc el 1972. L'esdeveniment va consistir en l'aparició dels cossos decapitats de Félix Rodríguez Montero i Joan Turu Vallés a l'estació de Torrebonica, i al director li va cridar l'atenció en ser un esdeveniment que va tenir lloc a només 30 quilòmetres de casa seva. El guió el va escriure amb Jorge Guerricaechevarria on també mostraven la societat d'aleshores com un lloc apagat i apocalíptic, si bé és utilitzat com un mirall del present.
El rodatge es va iniciar el 3 de febrer de 2003 i va tenir lloc a Barcelona i Terrassa, durant unes 8 setmanes.

## Rebuda
La crítica va valorar positivament les interpretacions dels dos protagonistes, però va trobar fallida la trama i, especialment, el final.